# Pohrvaćenje
Pohrvaćenje ili kroatizacija je društveni, politički, jezični, kulturni i povijesni proces asimilacije pojedinaca ili društvenih skupina prihvaćanjem hrvatske kulture, običaja, jezika i identiteta, najčešće naseljavanjem i prebivanjem u Hrvatskoj i na područjima gdje žive Hrvati. Uz samoodređenje Hrvatom odn. prihvaćanje hrvatske narodnosti, može se odnositi i na prilagodbu imena i prezimena ili toponima hrvatskome jeziku, kao i na prihvaćanje kulturnih i ponašajnih obrazaca svojstvenih Hrvatima.
U hrvatskoj povijesti i etnogenezi Hrvata označava proces pohrvaćivanja romanskoga stanovništva u gradovima istočne jadranske obale. Počeo je početkom 7. st. nakon doseljavanja Hrvata. Krajem 8. st. u prostoru sjeverne Dalmacije Hrvati konsolidiraju kneževinu. Kroatizacija romanskih gradova je najvećim dijelom završila u 12. stoljeću. Tako, primjerice, kada je papa Aleksandar III. 1177. ploveći iz Vasta u Veneciju zbog nevremena bio prisiljen skloniti se u Zadar, domaćini su ga dočekali pjesmom na hrvatskom jeziku.
Termin rekroatizacija odnosi se na ponovno usvajanje hrvatskih identitetskih obrazaca nakon prestanka okupacije hrvatskih prostora ili slabljenja tuđinske vlasti u istima. Takvi su se procesi odigravali slabljenjem osmanskoga utjecaja u Hrvatskoj vojnoj krajini, Slavoniji, Posavini, Podunavlju, Dalmatinskoj zagori, Hercegovini, Turskoj Hrvatskoj i Središnjoj Bosni (17. i 18. st.), talijanskoga utjecaja u Istri, Kvarneru i Dalmaciji (19. i 20. st.), mađarskoga utjecaja u Međimurju, Podravini, Baranji i Srijemu (19. i 20. st.), srbijanskoga i jugoslavenskoga unitarizma (20. st.), odnosno, propašću i povlačenjem Osmanskoga Carstva, Austro-Ugarske, Kraljevine Italije, Kraljevine i SFR Jugoslavije s područja Hrvatske.

## Poznate dobrovoljno pohrvaćene osobe
- Slavoljub Penkala
- Josip Juraj Strossmayer
- Vatroslav Lisinski
- August Šenoa
- Dimitrije Demeter
- Juraj Haulik
- Bogoslav Šulek
- Eduardo